# Wiślanie 69
Wiślanie 69 – polski zespół wokalno-instrumentalny, który w założeniu miał łączyć folklor słowiański z bigbitem, rhythm and bluesem i soulem.

## Historia
Grupa Wiślanie '69 została założona w październiku 1968 roku przez Andrzeja Tylczyńskiego na bazie białostockiego zespołu bigbitowego Żółtodzioby. W pierwszym składzie znaleźli się: Leon Adamiak (eks-Żółtodzioby) – gitara basowa, pianino; Kazimierz Królikowski (eks-Żółtodzioby) – saksofon, harmonijka ustna, flet, śpiew; Sławomir Hancewicz (eks-Żółtodzioby) – gitara, trąbka, śpiew oraz Bogdan Sakowicz (eks-Żółtodzioby) – perkusja, puzon, śpiew. Wkrótce skład grupy zasiliła dwójka solistów zauważonych przez Tylczyńskiego w warszawskim klubie Hybrydy, a byli to: Grażyna Litwin – śpiew i Bogdan Wyszyński – śpiew, gitara. Przez zespół przewinął się także Wiesław Ejssymont (eks-Bizony) – trąbka. Zespół odniósł sukces występując w „Telewizyjnej Giełdzie Piosenki” (18.02.1969), podczas której laureatką została piosenka Kiedyś przecież spotkamy się znów. Także w lutym i w maju odbyły się kolejne sesje nagraniowe dla Młodzieżowego Studia „Rytm”, podczas których Wiślanie 69 nagrali przebojowe piosenki, takie jak m.in.: Za daleko ten twój brzeg, Czerwone maliny, czy Tam, gdzie wiślany brzeg. Muzyka zespołu posłużyła jako ilustracja serialu telewizyjnego pt. Do przerwy 0:1. 
W czerwcu 1969 roku grupa wystąpiła na VII KFPP w Opolu wykonując piosenkę Kiedyś przecież spotkamy się znów. Na skutek kłopotów technicznych z mikrofonem, do którego śpiewał Wyszyński, zespół nie zdobył żadnej nagrody, ale za to pozyskał wyróżnioną na tym festiwalu wokalistkę Elżbietę Żakowicz, absolwentkę średniej szkoły muzycznej i laureatkę krakowskiej imprezy „Mikrofon dla wszystkich” (1966), gdzie zwyciężyła w konkursie piosenką Ty jesteś moim światem. Dzięki wygranej współpracowała z zespołami Zygmunta Wicharego, Desant i Skaldowie. W lipcu 1969 r. zmienił się skład osobowy, który wraz z E. Żakowicz tworzyli byli muzycy Ślęzan, a byli to: Janusz Hryniewicz, Andrzej Bartoszek – gitara solowa, Albin Biskupski – gitara basowa i Stefan Płaza – perkusja. 
We wrześniu, a następnie w październiku tegoż roku z zespołu odeszli K. Królikowski i S. Hancewicz. Ich miejsca zajęli: Bogusław Biełło (eks-Pod Jaszczurami) – saksofon tenorowy, saksofon barytonowy i Bogusław Kot-Mazurkiewicz (eks-Kolorowe Koty) – trąbka. Dołączył także Andrzej Ibek – pianino, organy. W tym składzie grupa wylansowała przeboje, takie jak: Chcę wierzyć twoim słowom, Czy nawet kilku dni nie chcesz podarować mi? (1 miejsce w „Telewizyjnej Giełdzie Piosenki”, 20.01.1970). Wiślanie 69 doczekali się wielu pochlebnych recenzji na łamach prasy. Pisali o nich m.in.: Zbigniew Adrjański na łamach Nowej Wsi, Lucjan Kydryński na łamach Filipinki, Jerzy Piastowski na łamach Panoramy, czy Roman Waschko na łamach Sztandaru Młodych.
Dotychczasowa wokalistka grupy Grażyna Litwin razem z Wyszyńskim i Sakowiczem stworzyli zespół In Plus and Sava, który występował m.in. w klubie Sound City w Oslo.
Z końcem września 1970 r. Wiślanie 69, bez dotychczasowej sekcji dętej, z B. Kotem-Mazurkiewiczem jako organistą i z grającym na basie Stefanem Żochowskim w miejsce Biskupskiego, wyjechali na 9-miesięczne tournée do Holandii, gdzie występowali obok grup The Cats i George Baker Selection i nagrali singla Maybe she, maybe you / Clear sun. Do współpracy z grupą przymierzał się Stanisław Wenglorz, lecz ostatecznie wiosną 1972 roku miejsce dotychczasowego wokalisty J. Hryniewicza zajął Roman Wojciechowski (eks-Twarze). Ponadto w skład zespołu wchodzili wówczas: E. Żakowicz, A. Bartoszek, B. Kot-Mazurkiewicz, Stefan Żochowski i S. Płaza. Po odejściu z zespołu B. Kota-Mazurkiewicza, klawiszowcem został Żochowski, zaś nowym gitarzystą basowym Krystian Wilczek (eks-Twarze). Piosenki Kiedy nadejdzie czas i A o nas nie wie nikt, przez kilka miesięcy gościły na pierwszym miejscu listy przebojów Studia „Rytm”. Gdy z końcem 1972 r. A. Tylczyński zakończył współpracę z zespołem, muzycy Wiślan przez jakiś czas działali pod nazwą Ela i Grupa, biorąc m.in. udział w imprezie „Zima Katowicka”, która miała miejsce w lutym 1973 roku w Katowicach.

## Dyskografia

### Albumy
- 1970 – Skąd my się znamy (Pronit)
- 2001 – Skąd my się znamy (reedycja) (Polskie Nagrania)[4]

### Kompilacje
- 1969 – Kozaczok (SP-Pronit)
- 1970 – Telewizyjna Giełda Piosenki (3): Czy nawet kilku dni nie chcesz podarować mi? (EP-Polskie Nagrania)
- 1970 – Discorama (1): Sam gdy zechcę powrócę (SP-Pronit)
- 1993 – Złote Lata Polskiego Beatu 1972 – vol. 1, 2: Zachodźże słoneczko / Kiedy nadejdzie czas / Nie na zawsze (MC-Polskie Nagrania)
- 1993 – Złote Lata Polskiego Beatu 1970 – vol. 3: Czy nawet kilku dni nie chcesz podarować mi? (MC-Polskie Nagrania)

### Single
- 1970 – Kiedyś spotkamy się znów/Szept przydrożnych wierzb (Polskie Nagrania)
- 1970 – Chcę wierzyć twoim słowom/Czy nawet kilku dni nie chcesz podarować mi? (Pronit)
- 1971 – Maybe she, Maybe you [Może ona, może ty]/Clear sun [Zachodźże słoneczko] (EMI-Imperial [NL])

### Czwórki
- 1969 – Kiedyś przecież spotkamy się znów/Czerwone maliny/Za daleko ten twój brzeg/Tam gdzie wiślany brzeg (Polskie Nagrania)

### Nagrania radiowe
- luty 1969: Kiedyś znów spotkamy się znów (voc. G. Litwin), Tam, gdzie wiślany brzeg (voc. G. Litwin), Kiedy opadają liście z drzew;
- maj 1969: Za daleko ten twój brzeg (voc. G. Litwin), Chcę wierzyć twoim słowom (voc. J. Hryniewicz), Nieśmiały adorator (voc. J. Hryniewicz), Czerwone maliny (voc. G. Litwin i B. Wyszyński), Pożegnaj mnie dziewczyno (voc. zespół);
- wrzesień 1969: W lesie nad potokiem (voc. E. Żakowicz), Skąd my się znamy (voc. E. Żakowicz);
- 1970: Zachodźże słoneczko (voc. E. Żakowicz), Sam gdy zechcę, to wrócę (voc. J. Hryniewicz), Czy nawet kilku dni nie chcesz podarować mi? (voc. E. Żakowicz);
- 1972: Czerwone lata (voc. E. Żakowicz), Nie na zawsze (voc. E. Żakowicz), Dzisiaj zmienił się świat (voc. E. Żakowicz), Kiedy nadejdzie czas (voc. R. Wojciechowski), Deszcze padają nocą (voc. E. Żakowicz), A o nas nie wie nikt (voc. R. Wojciechowski)